# 二溴化(1,5-环辛二烯)铂
二溴化(1,5-环辛二烯)铂是一种有机铂化合物，化学式为C8H12Br2Pt。它可由四溴合铂(II)酸钾、乙酸和1,5-环辛二烯在水中加热反应得到，或通过二氯化(1,5-环辛二烯)铂和NiBr2(THF)2在四氢呋喃中反应得到。它可以和碘形成加合物。